# 黑白唐纳雀属
黑白唐纳雀属（学名：Conothraupis）是唐纳雀科下的一个属。

## 下属物种
本属包括以下物种：
- 锥嘴唐纳雀 Conothraupis mesoleuca (Berlioz, 1939)，濒危
- 黑白唐纳雀 Conothraupis speculigera (Gould, 1855)